# Chromi
Chromi (bắt nguồn từ từ tiếng Pháp chrome /kʁom/, cách viết cũ: crôm) là một nguyên tố hóa học trong bảng tuần hoàn có ký hiệu Cr và số hiệu nguyên tử bằng 24, là nguyên tố đầu tiên của nhóm 6, là 1 kim loại cứng, giòn, có độ nóng chảy cao. Bề mặt chromi được bao phủ bởi 1 lớp màng mỏng Cr2O3, nên có ánh bạc và khả năng chống trầy xước cao.
Hợp chất chromi được sử dụng lần đầu tiên bởi người Trung Quốc vào khoảng 2000 năm trước, thuộc triều đại nhà Tần. Cụ thể khi khai quật Lăng mộ Tần Thủy Hoàng người ta đã tìm thấy một số thanh kiếm với lưỡi kiếm được phủ bởi 1 lớp Cr2O3 dày 10-15 micromet, lớp này làm nhiệm vụ bảo vệ thanh kiếm khỏi các tác nhân oxy hóa của môi trường từ bên ngoài trong hơn 2000 năm. Trễ hơn, ở phương Tây, vào năm 1761, khoáng sản Crocoit (ngoài ra còn được biết đến với tên khác là Chì đỏ Siberia) được dùng như 1 chất màu trong hội họa, ở dạng bột vụn thì khoáng sản này có màu vàng, trong khi ở dạng tinh thể thì có màu đỏ. Vào năm 1797, Louis Nicolas Vauquelin đã điều chế thành công Cr kim loại ở dạng đơn chất từ quặng của nó, mặc dù vẫn còn lẫn khá nhiều tạp chất khiến cho kim loại rất giòn, không thể sử dụng vào mục đích thương mại. Thay vào đó quặng Chromite (thành phần chính là FeCr2O4, được biết đến với tên khác là Ferrochrome) được sử dụng nhiều hơn trong các ngành công nghiệp luyện kim, từ quặng chromic sau khi tinh chế và người ta dùng phản ứng nhiệt nhôm để điều chế Cr. Chromi được coi là 1 kim loại có giá trị cao bởi tính chống ăn mòn tốt, và độ cứng rất cao, nên nó được dùng như 1 nguyên tố điều chất thêm vào thép nhằm cải thiện khả năng chống ăn mòn và tăng độ cứng, thép có thêm Cr được gọi là thép không gỉ hay Inox.
Hằng năm, Cr kim loại dùng trong mạ điện và sản xuất thép chiếm đến 85% sản lượng Cr trên toàn thế giới.

## Đặc trưng
Chromi là một kim loại cứng, mặt bóng, màu xám thép với độ bóng cao và nhiệt độ nóng chảy cao. Nó là chất không mùi, không vị và dễ rèn. 
Các trạng thái oxy hóa phổ biến của chromi là +2, +3 và +6, với +3 là ổn định nhất. Các trạng thái +1, +4 và +5 là khá hiếm. Các hợp chất của chromi với trạng thái oxy hóa +6 là những chất có tính oxy hóa mạnh và độc tính cao. Trong không khí, chromi được oxy thụ động hóa, tạo thành một lớp mỏng oxide bảo vệ trên bề mặt, ngăn chặn quá trình oxy hóa tiếp theo đối với kim loại ở phía dưới.Chromi có mạng tinh thể lập phương tâm khối

## Ứng dụng
Các công dụng của chromi:
- Trong ngành luyện kim, để tăng cường khả năng chống ăn mòn và đánh bóng bề mặt:
  - như là một thành phần của hợp kim, chẳng hạn trong thép không gỉ để làm dao, kéo.
  - trong mạ chromi,
  - trong quá trình anode hóa (dương cực hóa) nhôm, theo nghĩa đen là chuyển bề mặt nhôm thành ruby.
- Làm thuốc nhuộm và sơn:
  - Chromi(III) oxide (Cr2O3) là chất đánh bóng kim loại với tên gọi phấn lục.
  - Các muối chromi nhuộm màu cho thủy tinh thành màu xanh lục của ngọc lục bảo.
  - Chromi là thành phần tạo ra màu đỏ của hồng ngọc, vì thế nó được sử dụng trong sản xuất hồng ngọc tổng hợp.
  - tạo ra màu vàng rực rỡ của thuốc nhuộm và sơn
- Là một chất xúc tác.
- Chromit được sử dụng làm khuôn để nung gạch, ngói.
- Các muối chromi được sử dụng trong quá trình thuộc da.
- Kali dichromat (K2Cr2O7) là một thuốc thử hóa học, được sử dụng trong quá trình làm vệ sinh các thiết bị bằng thủy tinh trong phòng thí nghiệm cũng như trong vai trò của một tác nhân chuẩn độ. Nó cũng được sử dụng làm thuốc cẩn màu (ổn định màu) cho các thuốc nhuộm vải.
- Chromi(IV) oxide (CrO2) được sử dụng trong sản xuất băng từ, trong đó độ kháng từ cao hơn so với các băng bằng oxide sắt tạo ra hiệu suất tốt hơn.
- Trong thiết bị khoan giếng như là chất chống ăn mòn.
- Trong y học, như là chất phụ trợ ăn kiêng để giảm cân, thông thường dưới dạng chlorrua chromi(III) hay picolinat chromi(III) (CrCl3).
- Hexacarbonyl chromi (Cr(CO)6) được sử dụng làm phụ gia cho xăng.
- Chromi boride (CrB) được sử dụng làm dây dẫn điện chịu nhiệt độ cao.
- Chromi sulfat (III) (Cr2(SO4)3) được sử dụng như là chất nhuộm màu xanh lục trong các loại sơn, đồ gốm sứ, véc ni và mực cũng như trong quy trình mạ chromi.

Làm hợp chất nickel-chromi dùng trong bàn ủi, bếp điện,... (vì nó có nhiệt độ hoạt động khoảng 1000-1100 độ C)

## Lịch sử
Vào ngày 26 tháng 7 năm 1761, Johann Gottlob Lehmann đã tìm thấy một khoáng chất màu đỏ da cam tại khu vực thuộc dãy núi Ural và ông đặt tên cho nó là chì đỏ Siberi. Mặc dù bị xác định nhầm là hợp chất của chì với các thành phần selen và sắt, nhưng trên thực tế nó là chromiat chì với công thức PbCrO4, ngày nay được biết dưới tên gọi khoáng chất crocoit.
Năm 1770, Peter Simon Pallas đến cùng một khu vực như Lehmann và tìm thấy khoáng chất "chì" đỏ có các tính chất rất hữu ích để làm chất nhuộm màu trong các loại sơn. Việc sử dụng chì đỏ Siberi làm chất nhuộm sơn đã phát triển rất nhanh. Chất nhuộm màu vàng sáng sản xuất từ crocoit trở thành màu trong thời trang.
Năm 1797, Louis Nicolas Vauquelin nhận được các mẫu vật chứa quặng crocoit. Ông đã sản xuất được oxide chromi với công thức hóa học CrO3, bằng cách trộn crocoit với acid chlorhydric. Năm 1798, Vauquelin phát hiện ra rằng ông có thể cô lập chromi kim loại bằng cách nung oxide trong lò than củi. Ông cũng phát hiện được các dấu vết của chromi trong các loại đá quý, chẳng hạn như trong hồng ngọc hay ngọc lục bảo.
Trong thế kỷ XIX, chromi được sử dụng chủ yếu như là thành phần trong các loại sơn và trong các muối để thuộc da, nhưng hiện nay ứng dụng chủ yếu của nó là trong các hợp kim và việc này chiếm tới 85% sản lượng chromi. Phần còn lại được sử dụng trong công nghiệp hóa chất và các ngành sản xuất vật liệu chịu lửa và đúc kim loại.

## Vai trò sinh học
Chromi hóa trị ba (Cr (III) hay Cr3+) là yêu cầu với khối lượng rất nhỏ cho quá trình trao đổi chất của đường trong cơ thể người và sự thiếu hụt nó có thể sinh ra bệnh gọi là thiếu hụt chromi. Ngược lại, chromi hóa trị sáu lại rất độc hại và gây đột biến gen khi hít phải. Cr (VI) vẫn chưa được xác nhận là chất gây ung thư khi hít phải  Lưu trữ ngày 1 tháng 10 năm 2007 tại Wayback Machine, nhưng ở trạng thái dung dịch nó đã được xác nhận là gây ra viêm da tiếp xúc dị ứng (ACD).
Gần đây, người ta nhận thấy rằng chất bổ sung ăn kiêng phổ biến là phức chất của picolinat chromi sinh ra các tổn thương nhiễm sắc thể ở các tế bào của chuột đồng (phân họ Cricetinae). Tại Hoa Kỳ, các hướng dẫn ăn kiêng đã hạ mức tiêu thụ chromi hàng ngày từ 50-200 µg cho người lớn xuống 35 µg (đàn ông) và 25 µg (phụ nữ).

## Phổ biến

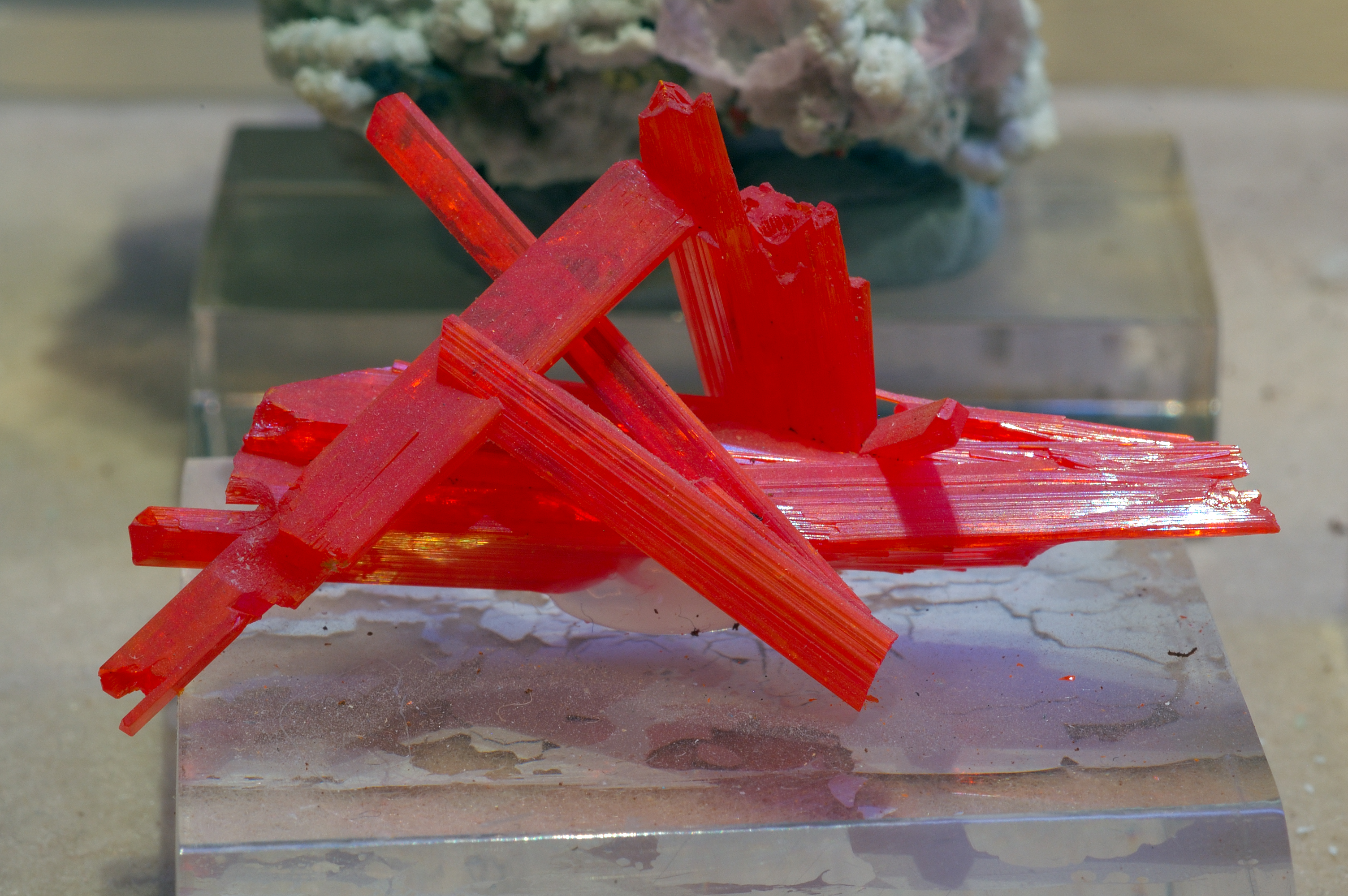
Crocoit (PbCrO_{4})

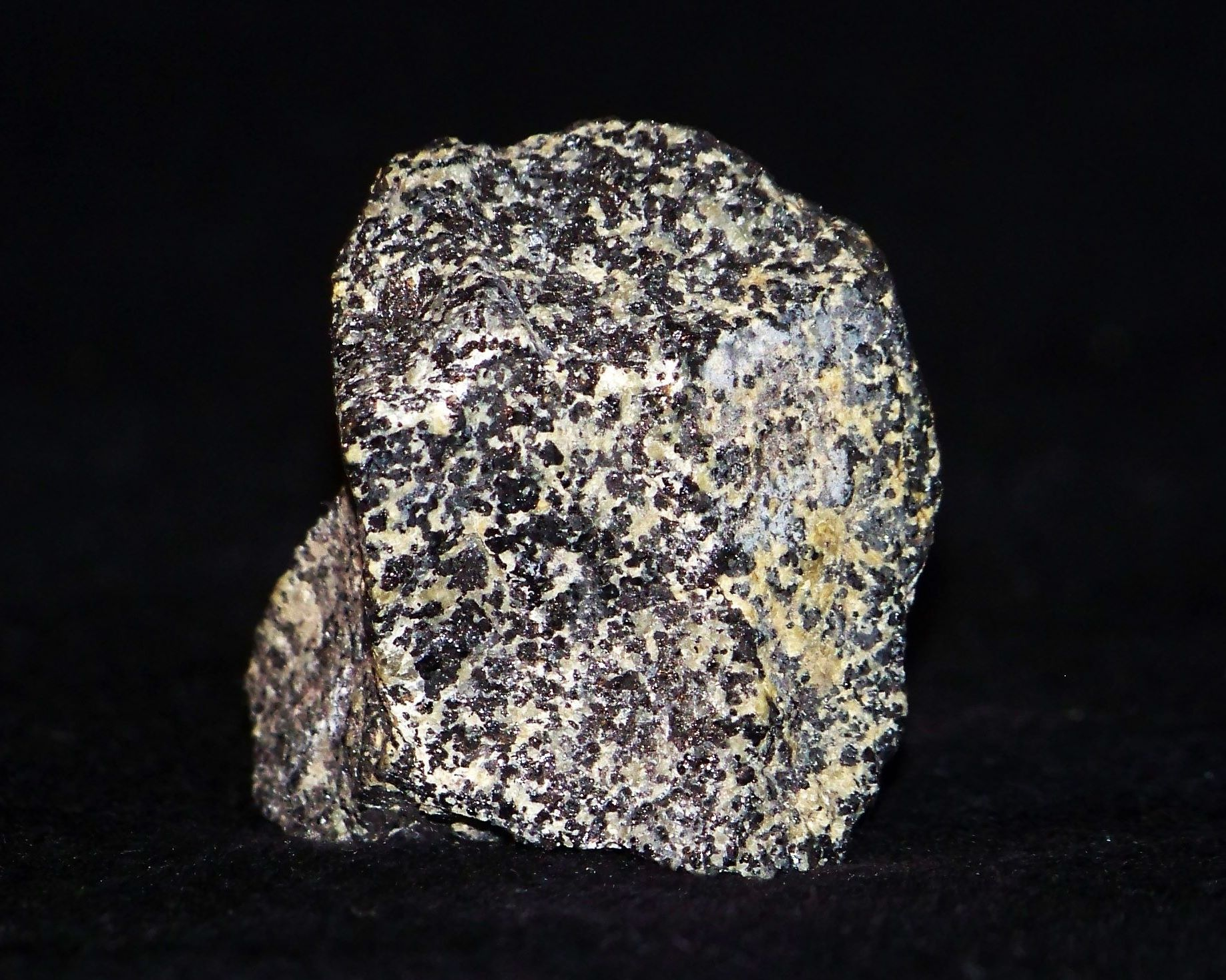
Quặng chromi

Chromi là nguyên tố phổ biến thứ 21 trong vỏ Trái Đất với nồng độ trung bình 100 ppm. Các hợp chất chromi được tìm thấy trong môi trường do bào mòn các đá chứa chromi và có thể được cung cấp từ nguồn núi lửa. Nồng độ trong đất nằm trong khoảng 1 đến 3000 mg/kg, trong nước biển từ 5 đến 800 µg/lit, và trong sông và hồ từ 26 µg/lit đến 5,2 mg/lit.
Chromi được khai thác dưới dạng quặng chromit (FeCr2O4). Gần một nửa quặng chromit trên thế giới được khai thác tại Nam Phi, bên cạnh đó Kazakhstan, Ấn Độ và Thổ Nhĩ Kỳ cũng là các khu vực sản xuất đáng kể. Các trầm tích chromit chưa khai thác có nhiều, nhưng về mặt địa lý chỉ tập trung tại Kazakhstan và miền nam châu Phi.
Khoảng 15 triệu tấn quặng chromit dưới dạng có thể đưa ra thị trường được sản xuất vào năm 2000, và được chuyển hóa thành khoảng 4 triệu tấn chromi-sắt với giá trị thị trường khoảng trên 2,5 tỷ đô la Mỹ vào năm này.
Mặc dù các trầm tích chromi tự nhiên (chromi nguyên chất) là khá hiếm, nhưng một vài mỏ chromi kim loại tự nhiên đã được phát hiện. Mỏ Udachnaya tại Nga sản xuất các mẫu của chromi kim loại tự nhiên. Mỏ này là các mạch ống chứa đá kimberlit giàu kim cương, và môi trường khử đã đưa ra sự hỗ trợ cần thiết để sản sinh ra cả chromi kim loại lẫn kim cương.
Mối quan hệ giữa Cr(III) và Cr(VI) phụ thuộc chủ yếu vào pH và các đặc điểm oxy hóa của vị trí quặng, nhưng trong hầu hết các trường hợp Cr(III) là loại chủ yếu, mặc dù ở một vài nơi nước ngầm có thể chứa tới 39 µg trong tổng chromi với 30 µg là Cr(VI).

## Sản xuất
Chromi thu được ở quy mô thương mại bằng cách nung quặng với sự có mặt của nhôm (phản ứng nhiệt nhôm) hay silic.

## Hợp chất
Kali dichromat là một chất oxy hóa mạnh và là hợp chất ưa thích để làm vệ sinh các đồ bằng thủy tinh trong phòng thí nghiệm ra khỏi dấu vết của các chất hữu cơ. Nó được sử dụng dưới dạng dung dịch bão hòa trong acid sulfuric đậm đặc để rửa các thiết bị đó. Tuy nhiên, đối với mục đích này thì dung dịch natri dichromat đôi khi cũng được sử dụng do độ hòa tan cao hơn của nó (5 g/100 ml ở kali dichromat với 20 g/100 ml ở natri dichromat).
Màu lục chromi là chromi(III) oxide (Cr2O3) màu lục, được sử dụng trong công việc vẽ trên men cũng như trong việc hãm màu thủy tinh.
Màu vàng chromi là chất nhuộm màu vàng có công thức PbCrO4, được các họa sĩ hay thợ sơn sử dụng.
Acid chromic có cấu trúc giả thuyết là H2CrO4. Cả acid chromic lẫn acid dichromic đều không có trong tự nhiên, nhưng các anion của chúng được tìm thấy trong nhiều loại hợp chất chứa chromi. Chromi trioxide (CrO3) là trạng thái anhydride của acid chromic, được buôn bán trong công nghiệp dưới tên gọi "acid chromic".
Xem thêm Các hợp chất Chromi.

### Liên kết năm lần
Chromi đáng chú ý vì khả năng tạo ra liên kết các cộng hóa trị năm lần. Trong bài viết trên tạp chí Science, Tailuan Nguyen, một nghiên cứu sinh làm việc cùng Philip Power tại Đại học California, Davis đã miêu tả quá trình tổng hợp hợp chất của chromi(I) và gốc hydrocarbon, được thể hiện thông qua nhiễu xạ tia X là có chứa liên kết năm với độ dài 183,51(4) pm (1,835 angstrom) kết nối 2 nguyên tử chromi tại trung tâm. Điều này được thực hiện thông qua việc sử dụng phối thể một răng cực kỳ kềnh càng, mà với kích thước của nó có thể ngăn cản sự kết hợp tiếp theo. Hiện tại, chromi là nguyên tố duy nhất mà các liên kết năm lần đã được quan sát.
Hợp chất có cấu trúc Lewis như sau
{\displaystyle {\rm {Ar-Cr-Cr-Ar}}}
trong đó {\displaystyle {\rm {Ar}}} là nhóm aryl ({\displaystyle {\rm {C_{6}H_{3}{\mbox{-}}2,6(C_{6}H_{3}{\mbox{-}}2,6{\mbox{-}}Pr_{2}^{i})_{2}}}} ({\displaystyle {\rm {Pr^{i}}}} là isopropyl)

## Đồng vị
Chromi nguồn gốc tự nhiên là sự hợp thành của 3 đồng vị ổn định; Cr52, Cr53 và Cr54 với Cr52 là phổ biến nhất (83,789%). 19 đồng vị phóng xạ đã được miêu tả với ổn định nhất là Cr50 có chu kỳ bán rã trên 1,8x1017 năm, và Cr51 với chu kỳ bán rã 27,7 ngày. Tất cả các đồng vị phóng xạ còn lại có chu kỳ bán rã nhỏ hơn 1 ngày và phần lớn là ít hơn 1 phút. Nguyên tố này cũng có 2 siêu trạng thái.
Cr53 là sản phẩm phân rã do phóng xạ sinh ra của Mn53. Hàm lượng đồng vị chromi nói chung thông thường gắn liền với hàm lượng đồng vị mangan và có ứng dụng trong địa chất học đồng vị. Tỷ lệ đồng vị Mn-Cr tăng cường chứng cứ từ Al26 và paladi107 đối với lịch sử sơ kì của hệ Mặt Trời. Các dao động trong các tỷ lệ Cr53/Cr52 và Mn/Cr từ một vài mẫu vẫn thạch chỉ ra tỷ lệ ban đầu của Mn53/Mn55 gợi ý rằng việc phân loại đồng vị Mn-Cr có thể tạo ra từ phân rã tại chỗ (in situ) của Mn53 trong các thiên thể hành tinh đã phân biệt. Vì vậy Cr53 cung cấp thêm chứng cứ bổ sung cho quá trình tổng hợp hạt nhân ngay trước khi có sự hợp nhất của hệ mặt trời.
Các đồng vị của chromi có nguyên tử khối từ 43 amu (Cr43) tới 67 amu (Cr67). Phương thức phân rã chủ yếu trước khi có đồng vị ổn định (Cr52) là bắt điện tử còn phương pháp chủ yếu sau đó là phân rã beta.

## Cảnh báo
Chromi kim loại và các hợp chất chromi(III) thông thường không được coi là nguy hiểm cho sức khỏe, nhưng các hợp chất chromi(VI) lại là độc hại nếu nuốt/hít phải. Liều tử vong của các hợp chất chromi(VI) độc hại là khoảng nửa thìa trà vật liệu. Phần lớn các hợp chất chromi(VI) gây kích thích mắt, da và màng nhầy, có thể gây bệnh đối với những người có cơ địa dị ứng. Chromi(VI) có trong thành phần của xi măng Porland có thể gây bệnh dị ứng xi măng với những người có cơ địa dị ứng hoặc có thời gian tiếp xúc qua da thường xuyên và đủ lâu với xi măng. Phơi nhiễm kinh niên trước các hợp chất chromi(VI) có thể gây ra tổn thương mắt vĩnh viễn, nếu không được xử lý đúng cách. Chromi(VI) được công nhận là tác nhân gây ung thư ở người. Tại Hoa Kỳ, cuộc điều tra của Erin Brockovich về việc xả chromi hóa trị 6 vào nguồn nước sinh hoạt là cốt truyện của bộ phim điện ảnh cùng tên.
Tổ chức y tế thế giới (WHO) khuyến cáo hàm lượng cho phép tối đa của chromi(VI) trong nước uống là 0,05 miligam trên một lít.
Do các hợp chất của chromi đã từng được sử dụng trong thuốc nhuộm và sơn cũng như trong thuộc da, nên các hợp chất này thông thường hay được tìm thấy trong đất và nước ngầm tại các khu vực công nghiệp đã bị bỏ hoang. Các loại sơn lót chứa chromi hóa trị 6 vẫn còn được sử dụng rộng rãi trong các ứng dụng sửa chữa lại tàu vũ trụ và ô tô.